# سند مدعم بأصول

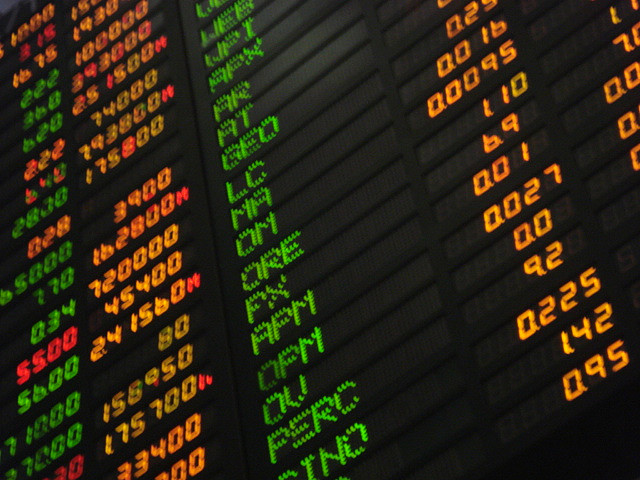

سند مدعم بأصول في الاقتصاد (بالإنجليزية:  asset-backed security)‏ هو سند يستند في قيمته وعوائده على مجموعة معينة من الأصول. وتتكون مجموعة الأصول عادة من أصول ثابتة لا يمكن بيعها منفردة. ويسمح تجميع الأصول واستخدامها كأداة مالية لبيعها للمستثمرين، في عملية تسمى ضمان securitization وهي تسمح في نفس الوقت بتقليل مخاطرة الاستثمار بواسطة الأصول التي تستند عليها لأن كل أصل منفرد يكوّن جزءا صغيرا من قيمة مجموعة الأصول المسماة .
وقد يحتوي مجموعة الأصول الداعمة المسماة مدفوعات بواسطة بطاقات ائتمان ، أو قروض عقارية أو إيرادات ريع أو غيرها .

## قرأ أيضا
- أصول
- تأمين
- عوائد ريع
- تأمين على الحياة
- تأمين ضد البطالة
- تعويضات البطالة
- صاحب بوليصة تأمين
- قوة قاهرة
- التزام قانوني
- ارتكاب فعل ضار
- شيك مردود